# 粒子放射線
粒子放射線（りゅうしほうしゃせん）とは、放射線の中でも粒子の性質を持つものであり以下に分類される。
- アルファ粒子（ヘリウム原子核）
- ベータ粒子（電子）
- 陽電子
- 陽子
- 重粒子
- 中性子

ただし、電磁波を構成する光子を粒子とみなすのであれば電磁放射線（でんじほうしゃせん、エックス線、ガンマ線）も粒子放射線に含むという説もある。
粒子放射線のうち、アルファ線、ベータ線、陽電子線、陽子線、重イオン線は粒子が荷電しているために物質の透過能力が低い。しかしながら中性子線は荷電していないために、電磁放射線が透過できない鉛や鉄の板を透過することができる。